# Nanacatepec, Ayotoxco de Guerrero
Nanacatepec är en ort i Mexiko.   Den ligger i kommunen Ayotoxco de Guerrero och delstaten Puebla, i den sydöstra delen av landet, 190 km öster om huvudstaden Mexico City. Nanacatepec ligger 400 meter över havet och antalet invånare är 238.
Terrängen runt Nanacatepec är varierad, och sluttar norrut. Runt Nanacatepec är det ganska tätbefolkat, med 134 invånare per kvadratkilometer. Närmaste större samhälle är Tlapacoyan, 19,6 km öster om Nanacatepec. I omgivningarna runt Nanacatepec växer i huvudsak städsegrön lövskog.